# نمس سيلوس
نمس سيلوس (الاسم العلمي: Paracynictis selousi) من ثدييات دول جنوب أفريقيا: أنغولا، بوتسوانا، مالاوي، موزمبيق، ناميبيا، جنوب أفريقيا، زامبيا وزيمبابوي، وهو العضو الوحيد من جنس Paracynictis، اسمه مأخوذ عن اسم مستكشفه البريطاني فريدريك سيلوس.

## اقرأ كذلك
- نمس أصفر
- نمس مصري
- نمس ميلر